# Tréméloir
Tréméloir (bret. Tremelar) – miejscowość i dawna gmina we Francji, w regionie Bretania, w departamencie Côtes-d’Armor. W dniu 1 stycznia 2016 roku z połączenia dwóch ówczesnych gmin – Pordic oraz Tréméloir – utworzono nową gminę. Siedzibą gminy została miejscowość Pordic, a nowa gmina przyjęła jej nazwę. W 2013 roku populacja Tréméloir wynosiła 820 mieszkańców. 